# USS Birmingham (CL-2)
Pour les autres navires du même nom, voir USS Birmingham.
L'USS Birmingham (CS-2/CL-2) est un croiseur éclaireur (anglais : scout cruiser) de classe Chester conçue pour la reconnaissance dans l'US Navy.
Le Birmingham est mis sur cale aux chantiers navals de la Fore River Shipbuilding Company à Quincy (Massachusetts) le 14 août 1905, lancé le 29 mai 1907 - sponsorisé par Miss Mary Campbell - et admis au service actif le 11 avril 1908 sous le commandement du commander Burns Tracy Walling.

## Historique

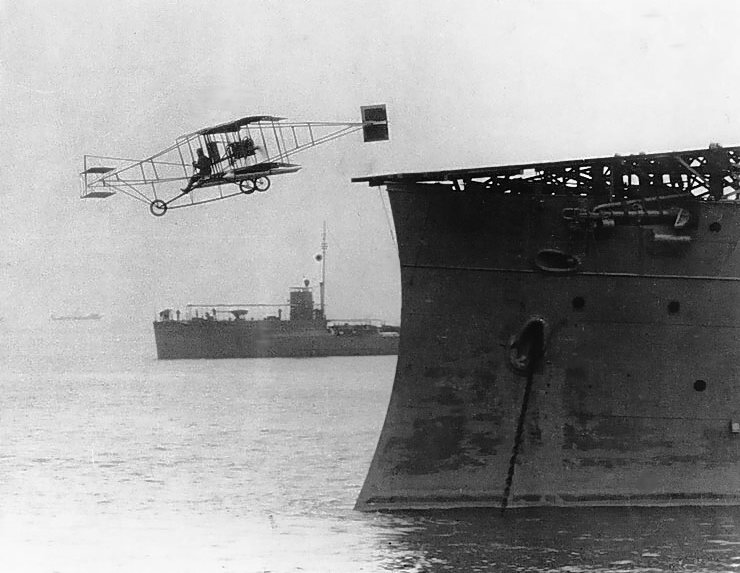
Le pilote Eugene Ely décolle de l'USS Birmingham à Hampton Roads, en Virginie, le 14 novembre 1910.

Il passa les trois premières années de son service actif dans l'Atlantic Fleet jusqu'à sa mise en réserve à Boston le 27 juin 1911. L'un de ses marins, le chef électricien William E. Snyder, reçut la Medal of Honor pour avoir sauvé un camarade de navire de la noyade le 4 janvier 1910. Entre-temps, le croiseur léger joua un rôle crucial dans le développement de l'aéronavale américaine puisque le 14 novembre 1910, Eugène Ely à bord de son biplan Curtiss Model D décolla d'une plate-forme montée à l'avant du croiseur. 
Remis en service le 15 décembre 1911, il effectua une croisière dans les Caraïbes. Du 19 mai au 11 juillet, il rejoint la patrouille internationale des glaces avant d'être affecté à la flotte de réserve de l'Atlantique à Philadelphie le 20 avril 1912. Repris par l'Atlantic Fleet, il emmène les commissaires de l'exposition internationale Panama-Pacific lors d'une tournée sud-américaine du 3 octobre au 26 décembre. Il devient ensuite tender pour les flottilles de torpilleurs à partir de 1914.
Après l'entrée en guerre des États-Unis, le Birmingham participa à des patrouilles le long de la côte est jusqu'au mois de juin avant d’enchaîner par des escortes de convois transportant des troupes américaines en Europe. 
Après une courte croisière en Méditerranée orientale, il regagna les États-Unis en janvier 1919. Il fut ensuite affecté à San Diego comme navire amiral des destroyers de la flotte du Pacifique avant de gagner Balboa, la zone du canal de Panama. Après une croisière en Amérique centrale et dans le nord de l'Amérique du Sud, il regagna Philadelphie et fut désarmé le 1er décembre 1923 et vendu pour démolition le 13 mai 1930. 

## Commandement
- Burns Tracy Walling du 11 avril 1908 au 9 mai 1909.
- William Bartlett Fletcher du 28 octobre 1909 à 1910.
- Charles Frederick Hughes du 18 décembre 1911 à 1912.
- William Veazie Pratt c. 1914 –
- David Foote Sellers de janvier 1915 au 9 juin 1916.
- DeWitt Blamer du 9 juin 1916 à novembre 1916.
- Charles Lincoln Hussey c. 1917 – c. 1918.
- Franck Taylor Evans du 28 avril 1919 à novembre 1919.
- George Bertram Landenberger de 1920 – ?